# 班公洛之战
班公洛之战，中国称之为班公洛地区反击作战，是1962年11月，中印边境战争中，中国人民解放军陆军在新疆班公洛地区与印度武裝部隊的战斗。这是自第一阶段后在西线发生的又一场战斗。
印度史料普遍将班公洛之战的两场战斗分开叙述。其中阿印8、9号据点之战被称为热赞拉之战；而阿印第16号据点之战被称为古隆山之战

## 背景
班公洛位于西藏阿里地区日土县斯潘古尔湖西侧，是当时印度军隊的前进基地。
印军在第一阶段失败后，即增调兵力。将其第十旅主力两个营调到西线，部署在东堤以西印度河谷地区；将第一六三旅 3 个步兵营调至列城及其附近地区；以原属第一六一旅之杰特联队第一营转隶第一一四旅，进驻楚舒勒地区；调第十三野炮团和第三十二重迫击炮团（分别装备有 87.6 加农榴弹炮24 门，106.7 迫击炮 24 门）驻列城。并各以两个连及轻型坦克装甲部队各一个连，加强第七十旅和第一一四旅。10 月下旬，西线印军统一组成喜马拉雅第二师，总兵力增至 1.5 万余人。印军在楚舒勒地区，调整部署，加紧构筑工事，大量设置地雷等爆炸性障碍物，不断向中国边防部队开枪打炮。
班公洛地区为：印军第一一四旅廓尔喀第八联队第一营和库马盎联队第十三营，分别配置在莫尔多通道北南两侧高地上。其北山设据点两个（“阿印 5 号、 16 号”），南山设据点 4 个（“阿印 6、7、8、9 号”）。其中北山 5 号和南山 6 号分别设在山脚下，形成莫尔多通道北南两犄角，两点间有大面积布雷场、铁丝网封锁了通道。上述 6 个据点，其中 6、5、16 号 3点，由廓尔喀第八联队第一营防守，7、8、9 号由库马盎联队第十三营防守，分界线在 6、7 号据点之间。通道北侧 16 号，南侧 8、9 号据点均设于山顶突出部，比中国边防哨卡 1 号、2 号、11 号高约 600 米，可通视纵深 20 多公里，控制斯潘古尔湖地区中国边防部队的活动。上述据点，成为楚舒勒、丁如泽机场和通东堤公路东侧的前沿屏障。此外，楚舒勒地区印军还集结有 1 个步兵营、1 个机枪营、1 个坦克连，随时可向中国境内攻击。印军在通道两侧山凹处有炮兵阵地 4 处，可支援其各据点战斗，威胁中国边防哨卡及后方安全。

### 中国部署
为便于掌握印军设卡位置和数量，解放军按印军入侵时间、先后顺序为其据点编号，冠以防区名称，如“天文点防区印军××号据点”，简称“天印××号据点”；或“阿里防区印军×× 号据点”，简称“阿印××号据点”，其他防区以此类推。
以第十一团第三营，加强第十团第三营第九连、阿支 2 号卡 1个排、120 迫炮营（欠 1 个连），配属第十团 75 无坐力炮 4 门、骑兵第三团57 无坐力炮 1 个排（3 门）、团属工兵连、师属喷火排、师属高射机枪 1 挺，首先歼灭 8、9 号据点之印军，尔后视情况歼灭入侵印军 6、7 号据点。以阿支守卡分队抽调不少于 1 个连的兵力，配属骑兵第三团迫击炮连和无坐力炮排（3 门）、第十团工兵连 1 个排、喷火 1 个排、另以骑兵第三团 1个步兵连为二梯队，首先歼灭“阿印 16 号”印军，尔后视情况再歼灭 5 号之印军；以骑兵第三团（欠 2 个连）、第十团第三营（欠 1 个连）为前指预备队，准备向莫尔多通道，且坎一羌山口，扎西岗一拉多方向实施机动，配合守卡分队，歼灭增援反扑之印军。
以第四师侦察连一部兵力控制新张山口，阻止东提之印军进入中国边防部队侧后；另以一部兵力配置在新张，准备歼灭印军空降兵。
11 月 17 日阿支拉多、且坎守卡分队，分别向拉干赫尔、羌山口方向进行侦察巡逻。18 日拂晓，展开活动迷惑印军，以掌握这两个方向的印军动向。炮兵部队：以 120 迫击炮（4 门）、76.2 加农炮连（4 门）、第十团迫炮连（6 门）和 75 无坐力炮（2 门），组成炮兵群，配置在阿 1 号至 11 号卡后侧。决心首先以火力急袭“阿印 16 号”，支援阿支突击连拔点战斗：尔后，当印军炮火射击时，实施炮火还击；打印军增援部队等。高炮营配置在“阿2 号”卡附近，掩护主攻方向对空安全。第四师工兵营以 1 个连构筑前指观察所，以 1 个连执行扎西岗、且坎前沿布雷、设置障碍任务，以 1 个连维护狮泉河桥梁渡口。
参战部队认为，拔点攻坚战，是一场“硬仗，恶仗”，印军工事坚固，火力密集，地形险要，易守难攻。特别是防步兵地雷爆炸性障碍物，不但纵深大，正面宽，道带多，而且布设隐蔽，不易发现。但其弱点是：工事前强后弱，火力前重后轻。若从侧后攻击，即可避开其雷区和火力封锁区，减少部队伤亡。
各突击分队经过认真研究，拟采取夜间接近印军，拂晓发起攻击的战法。担任拔除 8、9 号据点的突击分队，采取避开正面迂回侧后，分割包围，多向攻击的战术。对 16 号据点的攻击鉴于地形限制不便迂回，决定采取炮火掩护、工兵开辟通路、正面强攻、侧后助攻的打法。

## 过程

### 阿印8、9号据点攻击战（热赞拉之战）

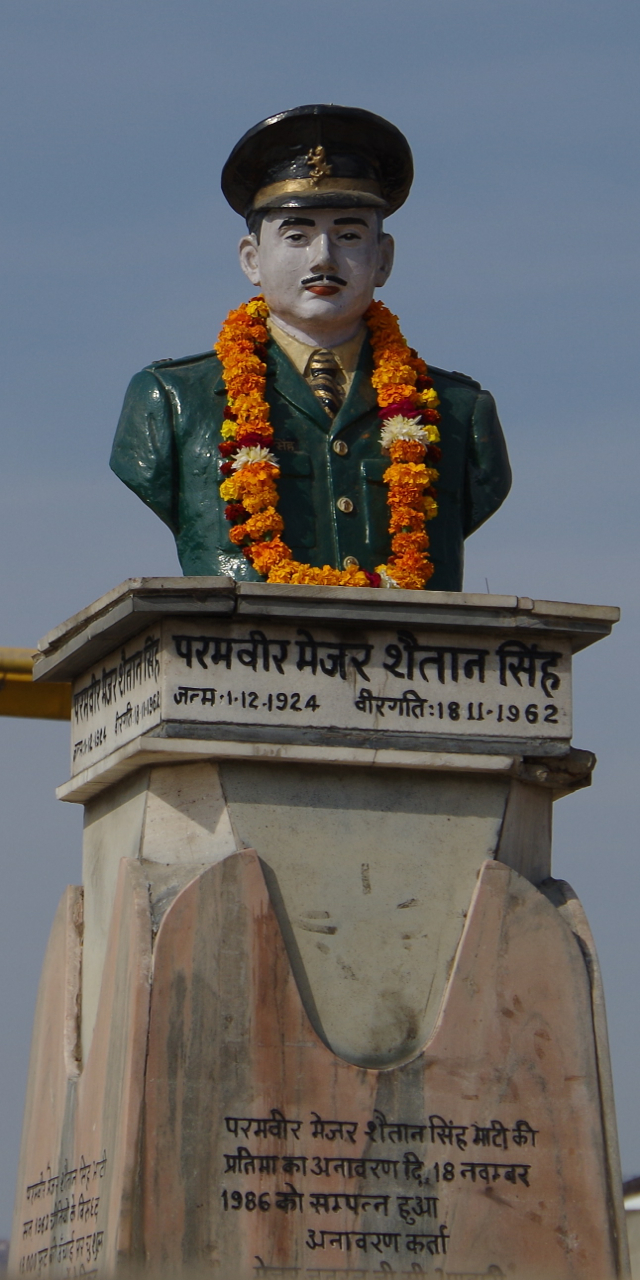
印军C连连长沙伊坦·辛格少校（1924 - 1962KIA）于阿印8、9号据点作战中被解放军击毙。图片是在拉贾斯坦邦的一座为辛格少校竖立的半身像

战斗开始前的11月17日20时，解放军突击分队由热琼沟口集结地分两路出发，利用夜暗开进。南路第七、第八连攀登热琼山向“阿印 9 号”南侧迂回前进。由于山高坡陡，雪深路滑，指战员衣着厚，负荷重，缺氧呼吸困难，又是摸黑前进，故行动缓慢，8 公里走了 9 个小时。18 日 5 时，进至冲击出发地。北路第九连乘车闭灯行进至 5580 高地山脚后下车，步行爬山，经过 7 小时的艰难爬行，终于到达顶峰，进入攻击出发地，进行战斗准备。第十团第九连，插入“阿印 7、8 号”之间，进入阵地。切断“阿印 8、9 号”守军的退路，达成了对印军的包围态势。解放军印军在此处驻守的单位为库马盎团第13营C连，包括连长沙伊坦·辛格少校在内共142人。
18 日 7 时 30 分，印军 8 号据点游动哨 5 人，进入第三营进攻出发阵地，被击毙 1 人，其余逃回。8 号据点印军立即猛烈射击。解放军选择潜伏，未予还击。印军盲目射击一阵，不见动静，便停止了射击。
炮兵部队对印军 8、9 据点进行炮火急袭后，9 时 15 分，各连同时发起冲击。攻击“阿印 9 号”据点的第七连，发起冲击后，进至铁丝网附近受阻。连长立即命工兵班炸开铁丝网，命各排采取班组战术互相支援，互相掩护，交替冲击，以 40 火箭筒、75 无坐力炮抵近射击，以喷火器喷射和用炸药包、爆破筒投入印军地堡等手段，逐个攻击印军地堡。印军依托工事顽抗，第七连伤亡很大。副班长梁培青爆破地堡，中弹牺牲，战士李登科迅速接替又被击中，侯学田继续完成任务，直到炸掉印军地堡。战后均荣立二等功。火箭筒班作战灵活机动，采取抵近射击，接近印军地堡 50～60 米处发射火箭弹，全班击毁印军地堡 9 座。战士梁章林 1人击毁地堡 5 座，战后荣立一等功，全班荣立集体二等功。副指导员张代荣正在为伤员常学庆包扎伤口，炮弹打来时他立即匍匐在伤员身上，保护了战友，自己则阵亡。战后，国防部授予张代荣爱兵模范称号并追记一等功。第七连激战45分钟，摧毁印军地堡 25 个，毙印军 40 余人，攻克了“阿印9号”据点。
第八连接受攻击核心阵地的任务后，隐蔽迂回至距印军 200 余米处。该连第三班担负尖刀班任务，在班长杨森林率领下，攻上 5150 高地，进至印军连部核心阵地，趁印军混乱之机全歼守军，并将由 8 号据点方向逃来的 18名印军击毙 6 人，其余逃散，在二班配合下，消灭了这股印军，还抓了两个俘虏。尔后又攻下 1 座地堡，先后歼灭印军 20 余人。终于攻克印军核心阵地，共歼印军 74 人，俘 5 人。战后，杨森林荣记一等功，该班记集体二等功，连记集体三等功。
攻克印军连部核心阵地后，第八连即向印军炮兵阵地冲击。由于战斗组织欠周密，兵力有些分散，且天色大亮。加之地形平坦无遮蔽，利于印军观察射击，第八连冲击受阻，伤亡较大。配属该连的喷火分队，在连长潘盈溥指挥下，拟歼灭地堡内印军，没有成功。连长身负重伤，坚持不下火线，继续组织指挥战斗，因流血过多阵亡，战后追记一等功。相持至 10 时 30分，在第九连第三排协同下全歼该印军。
北路攻击分队发起冲击后，第十团第九连为保障第十一团第九连攻击“阿印 8 号”据点侧后安全，连主力配置在 5580 高地，警戒 7 号准备打援，命二排长率 1 加强班攻击 5300 高地。该高地为“阿印 8 号”据点东北方向的警戒阵地，距主阵地 400 余米。第九连第六班穿插到两阵地之间，由侧后攻入，在火箭筒、轻机枪掩护下，副班长符孟军担负爆破任务，抓住时机，一跃而起，利用地形将手榴弹塞入地堡射孔，炸毁印军地堡 2 座。其余地堡之印军惧歼而逃均被击毙。第十团第九连歼印军 14 人，攻占该高地，保障了第十一团第九连主攻印军 8 号阵地时的侧后安全。战后符孟军记一等功，六班记集体二等功。
第十一团第九连发起冲击后，首先攻击目标明显的半地下室和伙房，攻占后作依托再向地堡攻击。由于印军火力较猛。第九连即以步兵火力封锁印军沧眼，掩护骑兵第三团加强该连的 57 无坐力炮排接近印军地堡。无坐力炮排排长艾买提·托乎提指挥有方，发射炮弹 28 发，26 发击中目标，摧毁地堡 10 座，有力地支援了步兵作战。战后，艾买提·托乎提记一等功，全排荣立集体二等功，被誉为神炮排。当第九连扫除外围印军向山顶冲击时，又遭印军地堡火力拦阻，进攻受挫。在火力掩护下，战士王忠殿一跃而出，用爆破筒插入地堡射孔炸毁地堡，攻占了山头，至此，8 号据点印军被全歼。第九连占领山头后，还歼灭了由 9 号据点逃来的 10 余名印军。之后，第九连奉命支援第八连攻击印军炮兵阵地。该处几座地堡内印军顽抗，第八连进攻受挫。第九连第三排由侧后进入战斗。战士王忠殿再次担任爆破地堡任务，爆破筒插入地堡被推出，再次插入又被推出，王忠殿用身体压紧爆破筒拉火爆炸，全歼印军，王忠殿阵亡。战后，王忠殿被追认为中共正式党员，追记一等功。
攻击 8、9 号据点战斗历时 1 小时 40 分钟，达到了全歼速决的目的。
此战共歼印军141人（其中击毙沙伊坦·辛格少校及以下 136 人，俘 5 人），缴获全部武器弹药装备等。第十一、第十团攻击部队伤98人，亡21人。除1人被辛格少校命令返回后方报告情况以外其余印军军人均阵亡或被俘

### 阿印16号据点（古隆山之战）
“阿印 16 号”为印军第一一四旅第八廓尔喀联队第一营之一部约 50 余人据守，主要武器有 81 迫击炮、51 迫击炮各 2 门，重机枪 1 挺。轻机枪 4挺，步冲枪 30 余支。印军于 1962 年 7 月初侵占后，加紧构筑工事，同时还埋设了大量防步兵地雷。据点内筑有地堡 28 座，每座有 1～3 人驻防，露天工事 22 个，房子 5 间，有 81、51 迫击炮阵地各两个，并有部分堑壕交通壕相联接，正面有布雷场 3 道，纵深约 120 米。连间隙计算大约 400～500 米，形成环形防御。印军在距前沿 1000 米处小山包上设观察哨，晨出晚归。
为此，解放军以第四连 3 个班，第五连 2 个班，8 号卡 2 个班、9 号卡 1 个班，共 8 个班组成突击连，配属连用机枪 1 挺、57 无坐力炮 1 门、喷火器 8 具（1个排）、第十团工兵连第一排（18 人）为第一梯队，由第四连连长曹福荣指挥。以 4 个加强班，由北向南从正面沿山脊向印军实施突击；副政指王裕民率两个班 18 人从右翼印军侧后实施包围迂回，切断印军退路，配合正面主攻分队消灭印军：副连长率两个班 19 人插入印军侧后，阻印军 17 号增援。骑兵第三团第一连为二梯队，视情况投入战斗或执行警戒和抢救伤员等任务。支援火力方面，有 82 迫击炮 12 门，配置在 10 号哨卡以西凹地支援拔点作战，火力急袭时可得到康前指炮兵群的支援。
18 日 8 时 55 分，炮兵对印军据点实施火力准备。9 时 10 分，印军炮兵开始射击，企图拦阻进攻分队。9 时 22 分，主攻分队进至印军据点前约 600米时，从行进问发起冲击。多数人安全通过第一道雷区，尔后有人踏响地雷才知进入雷区。进至第二道雷区边沿时，工兵即用爆破筒开辟通路，仅炸开20 余米，爆破器材就用完。工兵排长王其芳当即请求步兵以火力掩护，指挥工兵人工排雷，他连续两次负伤，不下火线，率领左翼突击分队找地雷间隙跳通过雷区，不幸触雷阵亡。工兵连第二班战士罗光燮，腿部负了伤不
能站立，眼看战友伤亡很大，步兵也不能前进，便顺山势向雷区滚去，压响几枚地雷，用血肉之躯开辟通路。工兵副排长周世仁，5 处负伤不下火线，带领步兵通过雷区。战后国防部授予罗光曼同志滚雷英雄称号，追记一等功，排长王其芳追记一等功，副排长周世仁荣立一等功，工兵一排记集体三等功，第二班记集体二等功。
当进入第三道雷区前沿时，前进受阻。迂回包围分队从侧后接近阵地，被印军发现，10 多名印军弃点逃跑。印军阵地火力减弱，主攻分队经重新组织兵力、火力，11 时再次发起冲击。连长曹福荣带头踩着裸露出冰雪表面的石块，寻找地雷间隙，跳跃前进通过第三道雷区向核心阵地攻击。通信员秦政清跑在连长前面踏雷带路，掩护连长光荣牺牲。阿支第四连排长鲍岁丑，率迂回分队从侧后攻入阵地，头部负重伤跌倒在地，苏醒后坚决不下火线，继续战斗，坚持掩护战友冲击，表现了硬骨头精神，直至全歼守敌，流尽最后一滴血。喷火连副排长芦荣湖进入核心阵地后，即用喷火器连续喷烧两座地堡，当向第三地堡喷火时中弹阵亡。战后，秦政清、鲍岁丑、芦荣湖均追记一等功，曹福荣记二等功。
激战两小时 40 分钟，解放军全歼印军。毙印军 29 人，缴获火炮 4 门、机枪 5 挺、步枪 35 支及弹药物资一部。拔点部队伤亡 81 人，消耗各种弹药 2 万余发。
战后，解放军总结此点作战付出代价较大的主要原因是：主攻点选在强点（正面）上，三道布雷区和人力封锁区，增大了伤亡；对印军雷场前后沿及纵深未查清；炮兵射距未测准，炮弹未能击中目标；通信联络中断；各兵种协同差。没有形成整体战斗力。

### 阿印5、6、7号据点
经过之前的两次恶仗，位于阿印5、6、7据点的印军已经无心再战。当印军炮群于 16日 19 时 20 分向攻击 16 号据点的分队实施拦阻射击时，解放军西线炮兵群向印军炮兵阵地猛烈轰击；尔后对丁如泽机场设施及 5、6、7 号据点逐次轰击，给印军以沉重打击。炮战一日，夜幕降临。5、6、7 号据点之印军趁夜放弃5、6、7号据点撤退。翌日，解放军进入上述各点，空无一人。

## 结尾与后续
解放军历时 3 天，全部肃清斯潘古尔湖以西地区印军据点，攻歼印军侵略据点 3 个，扫除 3 个，收复了失地。共歼印军 165 人，其中击毙 160 人，俘虏 5 人，缴获各种火炮 11 门、各种枪 109 支（挺），弹药 6万余发，汽车 2 太，其他作战生活物资等。拔点部队伤 131 人，亡 67 人。
在阿印8、9号据点作战中被俘的5人中，副连长亚达夫上尉在被俘后不久逃出了解放军的战俘营，回到印军后他自称在被俘前将连长辛格的遗体掩埋在了巨石之下，中印停战3个月后，冰雪融化，他跟随红十字会一起重返掩埋地回收了辛格少校的遗体，发现辛格遗体手中仍握着枪。
此外，一位参加过此战的印度老兵谢哈尔·古普塔在2012年接受《印度时报》采访时宣称印军击毙解放军1,300余人，远超过解放军实际投入的作战人数。古普塔还声称：“没有人相信我们在热赞拉击毙了那么多的中国人（此战即中方战史文献中的“阿印8、9号据点攻击战”）。我的指挥官说我疯了并且警告我会被军法处置。”在中方战史中，在阿印8、9号据点参与进攻的仅有1个加强营共500余人，战史中着重记录了此次战斗的艰难，也归纳总结了伤亡较大的原因。1,300这个数字也被用于印度雷瓦里镇上一个纪念此次战役中阵亡的印军士兵的纪念碑上，但这个数字得不到任何印度官方出版的书籍与战史佐证。